# Piraeus Bank
El Grupo Piraeus Bank es un banco griego fundado en 1916 que estuvo durante el periodo 1975-1991 bajo control estatal antes de ser privatizado en diciembre de 1991. Desde entonces, ha crecido de forma continua en tamaño y actividades. Las compañías del grupo Piraeus Bank se emplean en el negocio bancario y financiero no solo en Grecia, sino también en el Sureste de Europa y Mediterráneo Oriental, así como en los centros financieros de Londres y Nueva York. El Grupo Pireaus Bank está involucrado en negocios de banca comercial, financiación de pequeñas y medianas empresas (PYME), mercados de capital, banca de inversión, leasing, inmobiliaria y financiación del sector de la construcción naval.
El Grupo Piraeus Bank tiene una red en continua expansión de más de 300 sucursales en Grecia, 14 sucursales en Nueva York, una en el Reino Unido, 180 sucursales en Rumania, 72 en Bulgaria, 38 en Albania, 38 en Serbia y 40 en Egipto. El Grupo Pireus Bank adquirió un banco ucraniano, Banco Internacional de Comercio, en 2007, Además, Pireus Bank opera una oficina de representación en Moscú.
Adicionalmente, Pireus Bank ofrece una línea de servicios bancarios en línea baja la marca "winbank".

## Historia
- 1916: Un grupo de propietarios navieros fundan el Banque du Pirée (Banco del Pireo; BP) para financiar el comercio.
- 1975: BP se convierte en propiedad del estado.
- 1991: El gobierno privatiza BP y el banco cambia su nombre a Piraeus Bank (PB).
- 1998: PB absorbe las actividades del Chase Manhattan Bank (2 sucursales) en Grecia, y de Crédit Lyonnais en Grecia. También adquiere el 37% del Macedonia-Thrace Bank del Banco Nacional de Grecia (National Bank of Greece) en una privatización.
- 1999: PB adquiere el 35% del Xios Bank. PB también absorbe las actividades del National Westminster Bank en Grecia.
- 2000: PB se fusiona con el Macedonia-Thrace Bank y el Xios Bank.
- 2002: PB adquiere el 58% del ETBA Bank (Banco de Desarrollo Industrial Helénico - Hellenic Industrial Development Bank) del gobierno griego con la intención de fusionarse con él. PB alcanza una alianza estratégica con ING Group, que toma el 5% de participación en PB.
- 2003: PB absorbe el ETBA.
- 2006: PB vende a ING su participación en una compañía conjunta de fondos aseguradores (mutuos). La cooperación continúa con la compañía bancoaseguradora ING-PIRAEUS.
- 2007: Banco del Pireo alcanza un acuerdo con el grupo Avis para adquirir el 100% de la compañía de alquiler de coches Avis Rent-A-Car Hellas por 25.5 millones de euros. Brokers dijeron en diciembre de 2008 que esta compra crearía sinergias para la subsidiaria de leasing del grupo, Piraeus Leasing, con a suma de una flota de coches valorada en 200 millones de euros a su negocio a largo plazo de leasing.

### Expansión internacional
- 1995: PB establece Piraeus Bank Rumania.
- 1996: PB establece Tirana Bank. Esta fue la primera institución bancaria privatizada en Albania y ahora tiene 35 sucursales.
- 1999: Con la adquisición del Xiosbank, PB tomó el control de la sucursal en Sofía, Bulgaria, y ahora PB dispone de 15 sucursales en el país. PB también adquirió el Marathon National Bank of Astoria, Nueva York, que tiene sucursales en Astoria y las ciudades cercanas. Astoria es una población con una gran comunidad de ascendencia griega. El mismo año, PB estableció una sucursal en Londres.
- 2000: PB adquiere el Pater Bank en Rumania del Banco de Budapest. Pater Bank estaba dirigido a dar servicio a los ciudadanos húngaros que viven en Rumania.
- 2003: PB adquirió el Interbank N.Y., que operaba una red de 5 sucursales en Nueva York, y específicamente en Brooklyn, Astoria, Queens, así como en Park Avenue, (Manhattan). PB fusionó el Interbank con el Marathon National.
- 2005: PB adquirió el banco con base en Belgrado Atlas banka de Serbia y lo renombró Piraeus Bank Belgrado. PB adquirió el Eurobank en Bulgaria y subsecuentemente lo fusionó con el Pireus Bank Bulgaria. PB adquirió el Banco Comercial Egipcio en Egipto lo renombró Piraeus Bank Egipto.
- 2007: PB compró el brazo en Chipre del Arab Bank y lo renombró (Chipre).[3]
- 2007: El 13 de septiembre Piraeus Bank S.A. completó la adquisición del 99,6% del capital del Banco Comercial Internacional (International Commercial Bank) de Ucrania. A principios de 2008 PB cambió le cambió el nombre a Bank of Piraeus ICB.